# Ali Lutfi

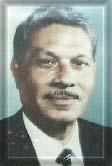
Ali Lutfi

Ali Lutfi Mahmud (auch Aly Lotfy Mahmoud; arabisch على لطفي محمود, DMG ʿAlī Luṭfiyy Maḥmūd; * 6. Oktober 1935; † 27. Mai 2018 in Kairo) war ein ägyptischer Wirtschaftswissenschaftler, Politiker und ehemaliger Premierminister.
Lutfi absolvierte ein Studium der Wirtschaftswissenschaften an der Ain-Schams-Universität in Kairo. Nach der Promotion (Lausanne 1963) sowie der Habilitation war er als Hochschullehrer tätig, ehe er für mehrere Jahre Finanzminister war.
Am 4. September 1985 wurde Lutfi als Nachfolger von Kamal Hasan Ali zum Premierminister ernannt. Da es ihm nicht gelang, die Wirtschaft des Landes zu stabilisieren, wurde er am 10. November 1986 durch Atif Sidqi abgelöst.